# Perdita mucronata
Perdita mucronata är en biart som beskrevs av Timberlake 1956. Perdita mucronata ingår i släktet Perdita och familjen grävbin. Inga underarter finns listade i Catalogue of Life.